# Albin Hamrin

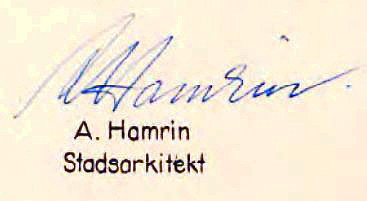
Hamrins namnteckning 1960.

Bror Albin Hamrin, född 25 maj 1903 i Kung Karls församling, Kungsör, död 5 maj 1982 i Nacka, var en svensk arkitekt. 
Efter studentexamen i Stockholm 1921 utexaminerades Hamrin från Kungliga Tekniska högskolan 1925 och från Kungliga Konsthögskolan 1933. Han anställdes vid Evert Milles arkitektkontor 1927, vid Gustaf Birch-Lindgrens arkitektkontor 1932, vid Kooperativa förbundets arkitektkontor 1933, blev biträdande länsarkitekt och stadsarkitekt i Visby 1936, stadsarkitekt i Sundsvall 1938–1954 och stadsarkitekt i Nacka 1954–1964.

## Några arbeten (urval)
- Visby biskopshus (1940)
- Ombyggnaden av Sundsvalls teater (1948)
- Stadsplan för bostadsområdet Alphyddan i Nacka kommun (1959)
- Stadsplan för Henriksdals trafikplats i Nacka (1960)